# Protohydra caulleryi
Protohydra caulleryi is een hydroïdpoliep uit de familie Protohydridae. De poliep komt uit het geslacht Protohydra. Protohydra caulleryi werd in 1930 voor het eerst wetenschappelijk beschreven door Dawydoff. 